# Breonia lowryi
Breonia lowryi är en måreväxtart som beskrevs av Razaf.. Breonia lowryi ingår i släktet Breonia och familjen måreväxter. Inga underarter finns listade i Catalogue of Life.